# Paris-Tombouctou
Paris-Tombouctou est un récit-documentaire en forme de carnet de voyage de l'écrivain et diplomate Paul Morand, publié en 1928. Il raconte le voyage de l'auteur en Afrique Occidentale Française (A.O.F.) de janvier à mars 1928. L'ouvrage est dédié à André Derain.

## Historique et contexte de l'œuvre
Pour comprendre ce récit, il faut le contextualiser dans une société de l'entre-deux-guerres et du Paris des années folles. Le progrès technique rayonne sur les esprits et place des destinations quasi-inaccessibles auparavant, à quelques heures d'avion de Paris.
C'est ainsi que le jeune diplomate Morand décide de se lancer dans un « raid » exploratoire de l'Afrique-Occidentale française (A.O.F), pour mieux cerner lui-même ce territoire qui, à part pour ses administrateurs et missionnaires, reste largement méconnu des politiciens de la capitale et du reste de la population française.
Il esquisse d'ailleurs lui-même, au cours du récit, une comparaison de son voyage avec les missions du Père Labat, trois siècles avant lui.
Néanmoins, ce texte présente la particularité qu'il ne fut d'abord pas écrit pour être publié, mais comme simples notes de voyage personnelles.
L'auteur l'avoue dès les premières lignes de l'avant-propos: « Ces notes d'un voyage africain, je les avais prises au jour le jour, sans songer à les publier. »
Ce sont Charles et Armand Flammarion qui lui demandent de collaborer à leur nouvelle collection, La rose des vents, dont la thématique est le voyage, l'exploration et le tourisme.
Morand justifie son acceptation: « j'ai pensé que ce que je venais d'entreprendre en Afrique Occidentale Française constituait en quelque sorte un itinéraire-type. Persuadé que le tourisme va, d'ici peu d'années, se développer en A.O.F., il m'a semblé que ces notes pourraient, en l'absence d'un guide africain, servir utilement à des gens qui ne sont ni commerçants, ni fonctionnaires, ni colporteurs, ni chasseurs d'ivoire, ni soldats... rien que des amateurs de voyages. »

## Analyse
De manière générale, Paul Morand y aborde tous les sujets d'un touriste de son époque en expédition lointaine. Mais il fait aussi plus que cela. Il lance, par petites touches, des brins d'une clairvoyance qu'on doit lui reconnaître sur sa société et des sujets aussi divers que l'essor du tourisme, la politique étrangère de la France, la colonisation britannique, les ressources hydriques dans des régions en développement, la faune et la flore des régions qu'il traverse, etc.
Il y prédit l'utilisation internationale de l'anglais comme langue commerciale et le maintien du français comme langue politique et culturelle internationale (p.41): « (...) le monde parlera d'ici peu, très incorrectement d'ailleurs, deux ou trois langues ; la langue natale pour les usages familiaux, sentimentaux, etc...; la langue anglaise pour les rapports hors frontières; les élites, qui veulent voir clair dans leurs idées, apprendront le français. » 

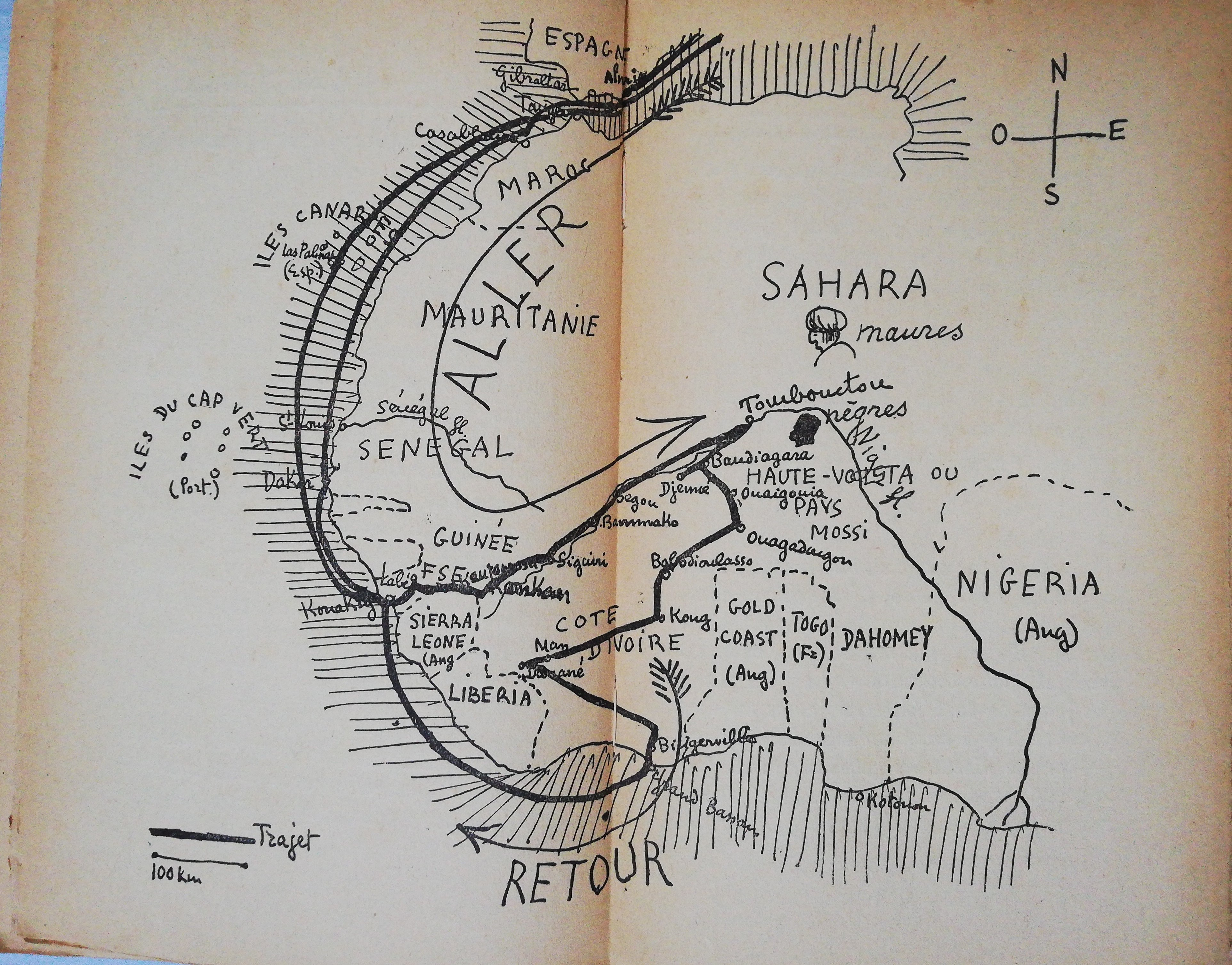
Carte du voyage de Paul Morand en A.O.F., pp.34-35 du livre

Il y donne néanmoins avant tout des conseils d'un voyageur à un autre voyageur ; ayant tracé un parcours (cf. image ci-contre), il conseille aux voyageurs peu expérimentés et pressés de bifurquer après Ouagadougou pour se rendre directement au Togo ou au « Dahomey » (Bénin) pour gagner Grand-Bassam par la mer, au lieu de le faire par l'intérieur des terres comme il l'expérimente alors.
La deuxième moitié des années 1920 (et jusqu'à la Seconde Guerre mondiale) correspond chez Morand à une période de vif intérêt pour ce qu'il appelle « la race noire ». Plus généralement, cette période participe de la vision d'un auteur européen, en plein triomphe du colonialisme, sur une Afrique qu'il perçoit comme étant capable de « régénérer » certains pans de la société et de l'économie de la « vieille Europe ». Cette Europe apportant en Afrique son savoir-faire scientifique, technique et politique.
En tant que diplomate français, Paul Morand a conscience des atouts de cette région immense qu'il visite, en tant qu'entité politique et économique ; il écrit : « Ce qui fait l'originalité et la force de notre Afrique Occidentale Française c'est tout cet arrière-pays soudanais reliant ensemble des colonies qui, autrement, ne seraient que des enclaves côtières, des comptoirs, des drains commerciaux vers l'intérieur, comme la Guinée portugaise ou la Sierra Leone. C'est ce qui nous permet d'y avoir une politique cohérente. »
Il exprime déjà ici, sans le savoir précisément, l'intérêt politique et économique des futures UMOA et UEMOA.
Le livre se termine par une section de conseils aux voyageurs souhaitant se rendre en Afrique de l'Ouest. Les conseils vont du type de voiture à utiliser sur place aux médicaments à prévoir, en passant par les machines à glace, les jambières anti-moustiques et le choix du personnel.

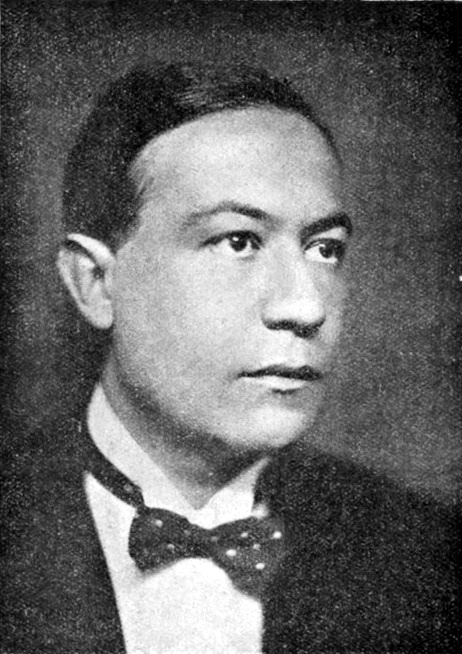
Paul Morand, avant 1925